# 秀峰摩崖
秀峰摩崖位于中国江西省九江市星子县秀峰风景区，2006年5月25日被列为第六批全国重点文物保护单位。
秀峰位于庐山南麓，此地原有秀峰寺，始建于南唐，毁于太平天国时期，寺虽毁，但秀峰一名却沿用下来。此处有唐代至民国时期的石刻和碑铭，其中著名的有：
- “青玉峡”，刻于龙潭峭壁上，传说为宋米芾所书。
- “第一山”，刻于龙潭左岸，米芾书。
- “庐山”，二字极大，长六尺余，为宋淳熙年间南康守朱瑞章所书。
- “龙”、“虎”，刻于龙潭峭壁上，“龙”字为南康守李亦书，“虎”为元丞相花不剌书。
- “拾枯松煮瀑布”，相传为王守仁书，又传为方信儒书。
- 《大唐中兴颂碑》，唐颜真卿书，原碑4块，现存3块。
- 《纪功碑》，明王守仁书

- 颜真卿《大唐中兴颂碑》
- 黄庭坚《七佛偈》
- 王守仁《纪功碑》